# Catedral de la Asunción (Trois-Rivières)
La Catedral de la Asunción de Trois-Rivières (en francés: Cathédrale de l'Assomption de Trois-Rivières) es la iglesia madre de la diócesis de Trois-Rivières en Quebec al este de Canadá desde el siglo XIX.
La parroquia de la Inmaculada Concepción de la Santísima Virgen (paroisse de L'Immaculée-Conception-de-la-Sainte-Vierge) también incluye , además de la catedral, las iglesias (o comunidades locales) de Nuestra Señora de los Siete Gozos, San Felipe, San Francisco de Asís y Santa Cecilia.
La primera misa fue celebrada en el suelo local fue el 26 de julio de 1615 celebrada por el Padre recoleto Denys Jamet. Trois- Rivières se erigió posteriormente en la parroquia el 30 de octubre de 1678 y la construcción de la primera iglesia de veintisiete metros de largo por ocho metros de ancho es entonces emprendida por François Boivin , maestro carpintero.
El 8 de junio de 1852 Trois-Rivières es erigida canónicamente por el Papa Pío IX y el obispo Thomas Cooke se convirtió en su primer obispo. Es el 16 de marzo de 1854 que se pone en marcha un proyecto de construcción para la catedral. Fue inaugurada el 29 de septiembre de 1858, junto con un magnífico órgano, obra de Ovide Paradis, y una campana, regalo de MM. Turcotte et Larue.